# Iwoa Wing Civil Air Patrol
A Iowa Wing Civil Air Patrol (IAWG) é uma das 52 "alas" (50 estados, Porto Rico e Washington, D.C.) da "Civil Air Patrol" (a força auxiliar oficial da Força Aérea dos Estados Unidos) no Estado do Iowa. A sede da Iowa Wing está localizada na cidade de Johnston. A Iowa Wing consiste em mais de 230 cadetes e membros adultos distribuídos em 10 locais espalhados por todo o Estado.
A ala de Iowa é membro da Região Centro-Norte da CAP juntamente com as alas dos seguintes Estados: Kansas, Minnesota, Missouri, Nebraska, North Dakota e South Dakota.

## Missão
A Civil Air Patrol tem três missões: fornecer serviços de emergência; oferecer programas de cadetes para jovens; e fornecer educação aeroespacial para membros da CAP e para o público em geral.

## Serviços de emergência
A CAP fornece ativamente serviços de emergência, incluindo operações de busca e salvamento e gestão de emergência, bem como auxilia na prestação de ajuda humanitária.
A CAP também fornece apoio à Força Aérea por meio da realização de transporte leve, suporte de comunicações e levantamentos de rotas de baixa altitude. A Civil Air Patrol também pode oferecer apoio a missões de combate às drogas.

## Programas de cadetes
A CAP oferece programas de cadetes para jovens de 12 a 21 anos, que incluem educação aeroespacial, treinamento de liderança, preparo físico e liderança moral para cadetes.

## Educação Aeroespacial
A CAP oferece educação aeroespacial para membros do CAP e para o público em geral. Cumprir o componente de educação da missão geral da CAP inclui treinar seus membros, oferecer workshops para jovens em todo o país por meio de escolas e fornecer educação por meio de eventos públicos de aviação.

## Organização

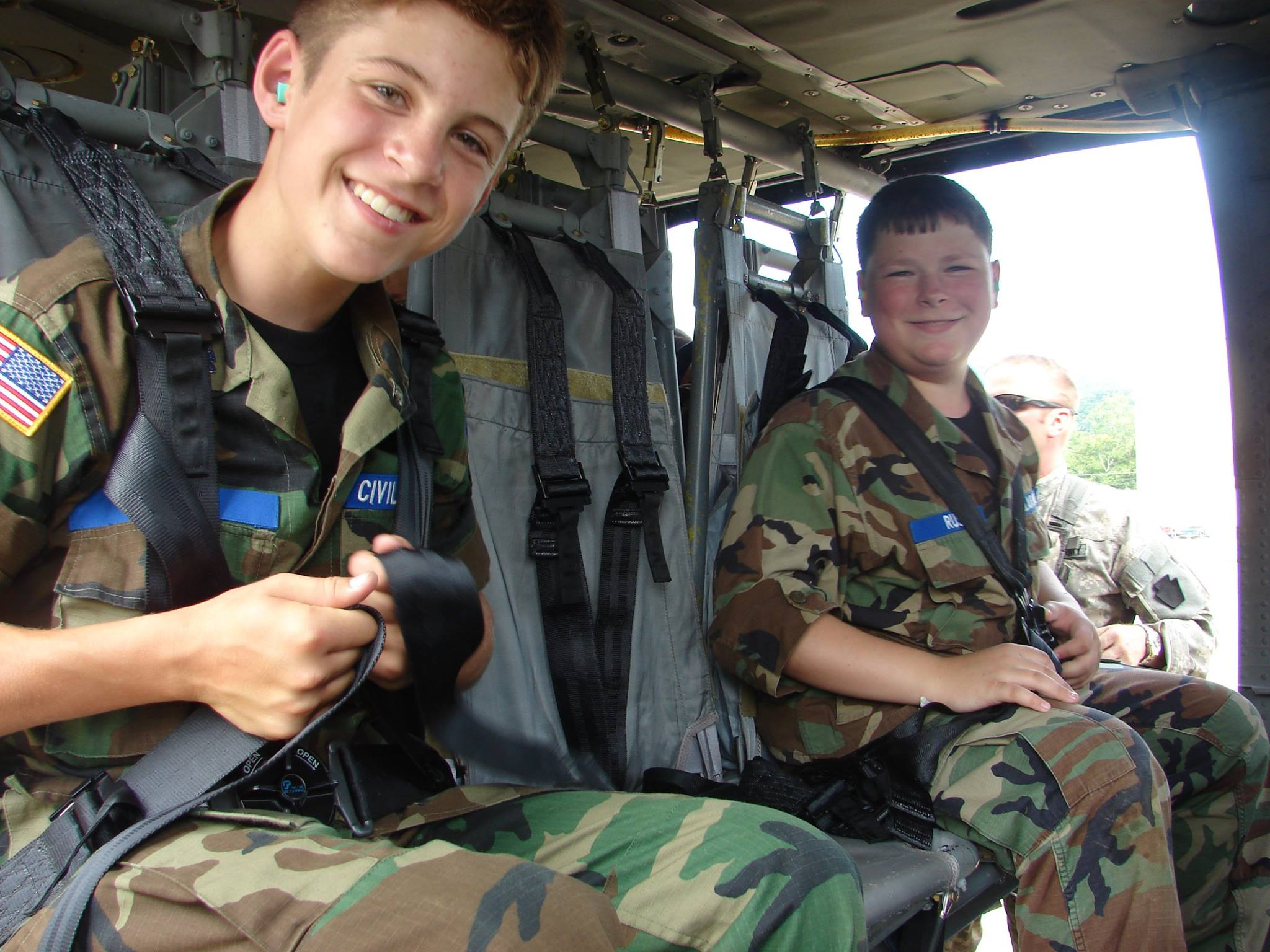
Os membros da CAP frequentemente têm a oportunidade de visitar as instalações da Força Aérea e experimentar voos em aviões e helicópteros do ramo de serviço.

| Designação | Nome do Esquadrão                                            | Localização  |
| ---------- | ------------------------------------------------------------ | ------------ |
| IA002      | Des Moines Composite Squadron                                | Des Moines   |
| IA003      | Atlantic Flight (antigo "Southwest Iowa Composite Squadron") | Atlantic     |
| IA005      | Burlington Flight                                            | Burlington   |
| IA041      | Davenport Composite Squadron                                 | Davenport    |
| IA043      | Dubuque Flight                                               | Epworth      |
| IA129      | Cedar Rapids Composite Squadron                              | Cedar Rapids |
| IA130      | Osage Flight                                                 | Cedar Rapids |
| (pendente) | (futuro) Waterloo/Cedar Falls Composite Squadron             | Waterloo     |
| (pendente) | (futuro) Ames Flight                                         | Ames         |
| IA999      | Iowa Legislative Squadron                                    | Des Moines   |

## Proteção legal
Os empregadores em Iowa são obrigados a conceder uma licença aos seus funcionários que são membros da CAP quando esses funcionários são chamados para cumprir uma missão. Os empregadores estão proibidos por lei de punir de qualquer forma o funcionário por pertencer à CAP ou por se ausentar para uma missão da CAP. Os empregadores não podem exigir que seu funcionário use o tempo de férias ou licença médica para cobrir a licença do funcionário, e não podem reduzir o bônus do funcionário ou outros benefícios trabalhistas relacionados ao emprego específico do funcionário.